# Casa de la vida
| O1 · S34 | O1 |

| O1 · S34 | O1 |

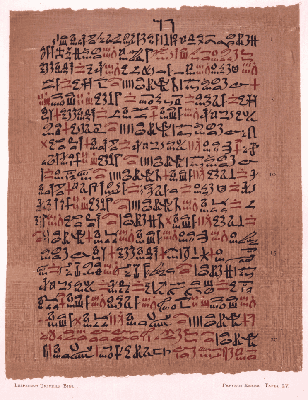
Papir Ebers

La Casa de la Vida (en egipci: Per Ankh) era la institució existent en l'antic Egipte dedicada a l'ensenyament en el seu nivell més avançat, funcionant igualment com a biblioteca, arxiu i taller de còpia de manuscrits. Les cases de Vida eren accessibles només als escribes i als sacerdots. No es coneixen gaires detalls sobre aquesta institució, però se sap que va sorgir a l'època de l'Imperi antic. Tendia a ser seu del palau reial, però funcionava en una part del temple o en un edifici situat dins de l'àrea a aquest dedicada. Probablement, cada ciutat de dimensió mitjana tindria la seva Casa de Vida, i es coneixen la presència d'aquestes institucions en localitats com Amarna, Edfu, Memfis, Bubastis i Abidos. A Amarna, la Casa de Vida estava formada per dues sales principals i els seus annexos, un d'aquests era la casa del director de la institució. Entre els ensenyaments impartits, es trobaven els de medicina, astronomia, matemàtica, doctrina religiosa i llengües estrangeres. El coneixement d'aquestes últimes es va fer important durant l'Imperi nou a causa del cosmopolitisme de l'era, marcada pel domini d'Egipte sobre una vasta àrea que anava de Núbia fins al riu Eufrates. Els mestres que treballaven en les cases de Vida prenien títols com "servidors de Ra" o "seguidors de Ra". Ra era el déu solar egipci, aquell que donava la vida; així, el títol estava associat a la idea que els mestres serien ells mateixos transmissors de vida. Les cases de Vida es trobaven també associades a Osiris, déu del renaixement. Es creia que l'acte de copiar textos ajudaria el déu a renéixer cada any en el seu festival. En aquestes cases de Vida també funcionaven uns establiments que podrien ser considerats una espècie de sanatori.